# George Somers
George Somers (Lyme Regis, 1554 – Bermuda, 9 novembre 1610) è stato un ammiraglio britannico.

## Biografia
Nato a Lyme Regis nel Dorset, figlio di John Somers, divenne noto quando partecipò alla spedizione guidata da Sir Amyas Preston contro la flotta spagnola saccheggiando  Caracas e Coro nel 1595. Egli è oggi ricordato come fondatore della Colonia di Bermuda, già nota come Somers Isles.
Somers comandò diverse navi inglesi fra il 1600 ed il 1602, comprese le HMS Vanguard, HMS Swiftsure e HMS Warspite. Venne nominato cavaliere nel 1603 e divenne membro del Parlamento per Lyme Regis lo stesso anno.
Nel 1609, Somers divenne ammiraglio della Virginia Company e guidò la terza missione di approvvigionamento costituita da nove navi. Il 2 giugno 1609, salpò da Plymouth, Inghilterra sulla Sea Venture, ammiraglia di una flotta di nove navi destinata a Jamestown trasportando 500-600 persone (non è chiaro se si trattasse dei soli passeggeri o erano compresi gli uomini dell'equipaggio). Il 25 luglio, la flotta incappò in un'eccezionale tempesta, simile ad un uragano, che durò per tre lunghi giorni e disperse le navi del convoglio. La Sea Venture lottò contro l'uragano per tre giorni. Navi simili erano riuscite a superare tempeste del genere ma la Sea Venture era al suo viaggio inaugurale e non aveva avuto un collaudo adeguato in mare. Il calafataggio non era stato ben fatto, e la nave cominciò a imbarcare acqua rapidamente. I passeggeri provarono a tamponare l'acqua con le mani ma non vi fu nulla da fare. Vennero buttati in mare i cannoni (due ne furono recuperati nel 1612) nel tentativo di alleggerire il carico, ma questo rimandò soltanto di poco la fine della nave. Lo stesso ammiraglio rimase al timone durante la tempesta. Appena vide all'orizzonte una lingua di terra, la mattina del 28 luglio, l'acqua nella stiva aveva raggiunto i tre metri e la nave venne diretta verso la costa per farla arenare.
Il tentativo non riuscì a salvare la nave dalla distruzione ma consentì ai 150 passeggeri e ad un cane di scendere sani e salvi a terra in quella che si rivelò essere un'isola dell'arcipelago delle Bermuda. I sopravvissuto sbarcarono a Discovery Bay. Somers, insieme a tutti gli altri che erano scampati al naufragio della Sea Venture, fu presunto morto da quelli che continuarono verso la Virginia, ma egli rimase alle Bermuda per 10 mesi. Alcuni credono che questo incidente sia stato di ispirazione a William Shakespeare nella scrittura de La tempesta.
Durante il periodo in cui rimasero alle Bermuda, l'equipaggio ed i passeggeri costituirono la Colonia di Bermuda, costruendo delle case e una chiesa. Somers e Sir Thomas Gates decisero di far costruire due navi più piccole utilizzando il relitto della nave distrutta e vennero costruite la Deliverance e la Patience.
Nel maggio 1610 le due navi salparono con 142 naufraghi a bordo. Al loro arrivo in Virginia trovarono la colonia pressoché decimata dalla fame e dalla malaria. Pochissimi dei rifornimenti erano giunti nella colonia (lo stesso uragano che aveva colpito la Sea Venture ebbe pesanti effetti negativi sul resto della flotta), e soltanto 60 coloni erano rimasti in vita. Fu soltanto dopo l'arrivo dei naufraghi da Bermuda, e l'arrivo di un altro relitto della flotta comandato da Lord Delaware, nel luglio del 1610, che venne scongiurato l'abbandono di Jamestown e la colonia riuscì a sopravvivere.
Somers tornò alle Bermuda con la Patience per caricare del cibo, ma si ammalò durante il viaggio e morì alle Bermuda il 9 novembre  1610 all'età di 56 anni. Una leggenda locale dice che egli amava le Bermuda così tanto da richiedere che il suo cuore venisse sepolto lì. Una targa nel Somers' Gardens sull'isola di Saint George indica il luogo approssimativo in cui venne sotterrato il suo cuore. Il resto della sua salma venne riportato in Inghilterra e sepolto nella sua città natale di Lyme Regis.